# Mawla
Mawla (arabiska: مَوْلَى, plural mawālī مَوَالِي), är ett polysemt arabiskt ord, vars betydelse varierat i olika perioder och sammanhang. Innan den islamiske profeten Muhammed gällde termen ursprungligen alla former av stamsammanslutningar. I Koranen och haditherna används det i ett antal betydelser, inklusive 'herre', 'förmyndare' och 'förvaltare'.